# Schefflenz
Schefflenz település Németországban, azon belül Baden-Württembergben. Lakosainak száma 3971 fő (2023. december 31.).

## Népesség
A település népessége az elmúlt években az alábbi módon változott:
| Lakosok száma | 3423 | 3834 | 3932 | 3824 | 4052 | 4339 | 4390 | 4270 | 3978 | 3971 |
|               | 1961 | 1967 | 1974 | 1980 | 1987 | 1993 | 2000 | 2006 | 2013 | 2023 |